# Dumont, São Paulo
Dumont este un oraș în São Paulo (SP), Brazilia.